# Palazzo dei Cerchi
Il palazzo dei Cerchi è uno dei meglio conservati palazzi trecenteschi di Firenze, situato tra il vicolo dei Cerchi, via dei Cimatori e via della Condotta.

## Storia
Il grande palazzo non appartenne al ramo più noto della famiglia dei Cerchi, quello delle strenue lotte tra guelfi bianchi e neri, ma fu realizzato tra la fine del XIII e gli inizi del XIV secolo da alcuni rami restati in città dopo il bando da parte dei guelfi neri. Queste famiglie imparentate con il ceppo antico dovettero cambiare nome e scelsero Cerchi Riccardi, Lupacci, Barbetti e Botti, ma al palazzo è stato tramandato il nome dell'originaria famiglia.
La costruzione prese il via dall'unione di più case-torri appartenenti alla consorteria dei Cerchi, che in quella zona aveva posseduto altre numerose case e torri e una loggia.
Jacopo dei Cerchi lasciò il palazzo in eredità ai Capitani del Bigallo, i quali affittarono i locali al pian terreno a vari esercizi commerciali, tra i quali spiccano la tipografia di Bernardo Cennini, dalla quale uscì il primo libro a stampa di Firenze (1471), e quella di Lorenzo Torrentino, originario del Brabante, che diede alle stampe dal 1547 più di seicento opere di letteratura, filosofia e giurisprudenza; altri tipografi ancora vi lavorarono tra i quali si ricordano i Tartini, i Franchi, i Cambiagi.
Dal 2004 al 2015 il palazzo è stato la sede a Firenze della Kent State University. 

## Architettura
Il palazzo si presenta oggi ricoperto dalla tradizionale pietra a vista, lavorata in conci regolari. Vi si aprono numerose aperture di grandezza regolare, sormontati da archi ribassati o leggermente a sesto acuto dalle ghiere particolarmente spesse. Al pian terreno si aprono alcuni portali sormontati da massicci archi a sesto acuto
Il bugnato appena sporgente al pian terreno è uno dei più antichi di Firenze.
Il palazzo ha inglobato in parte l'antica torre degli Alepri.

## Galleria d'immagini

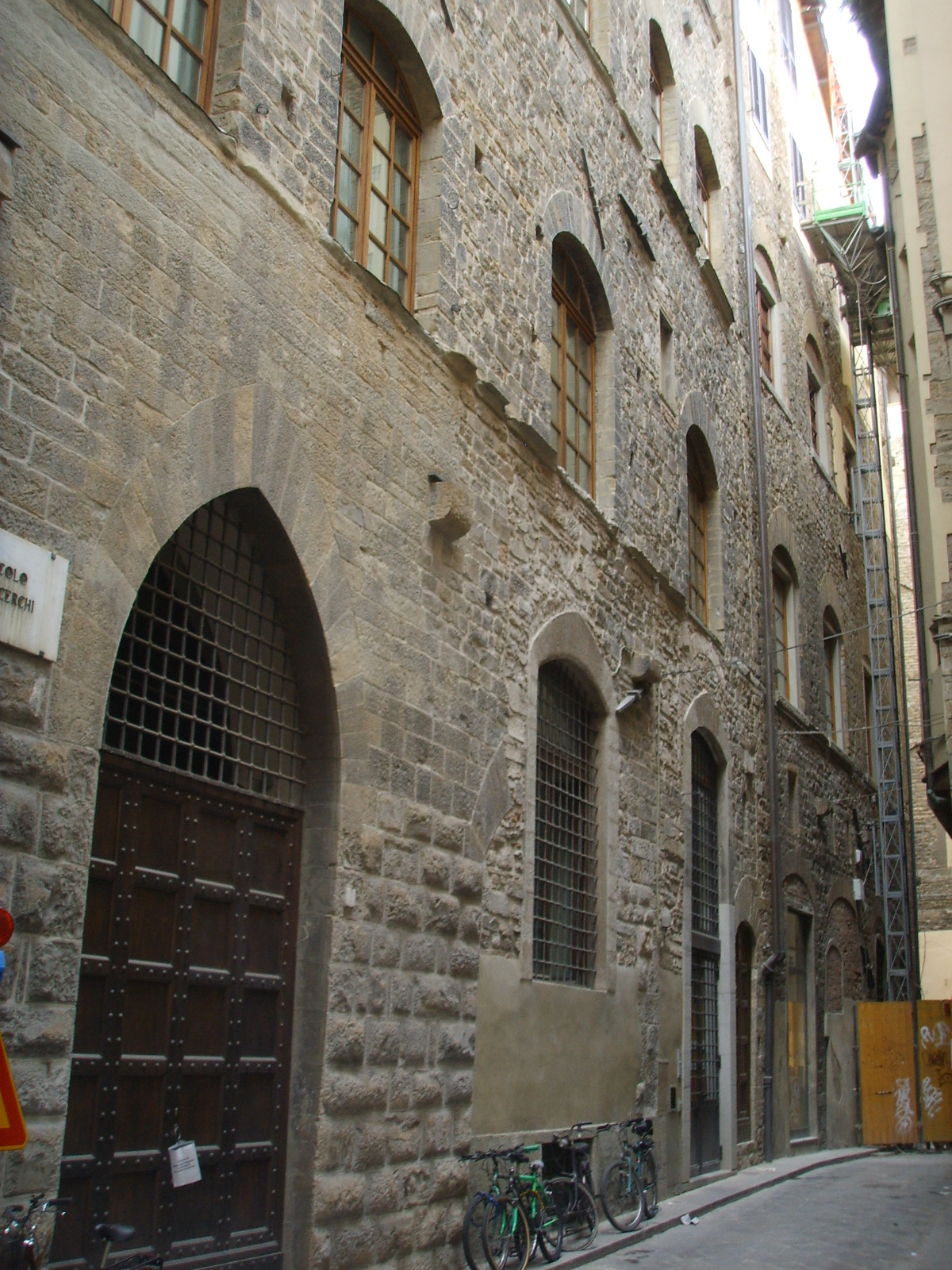
Portale
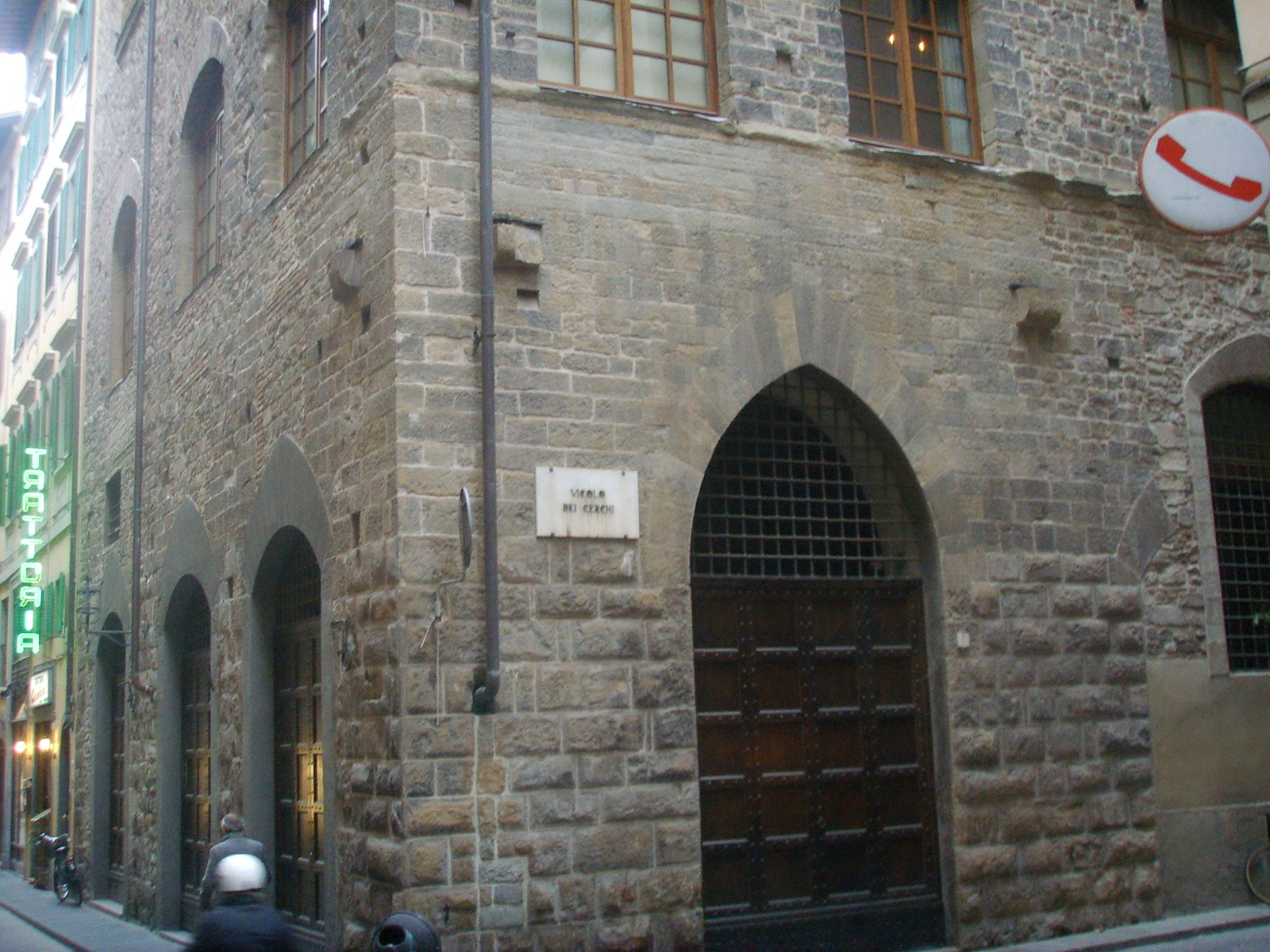
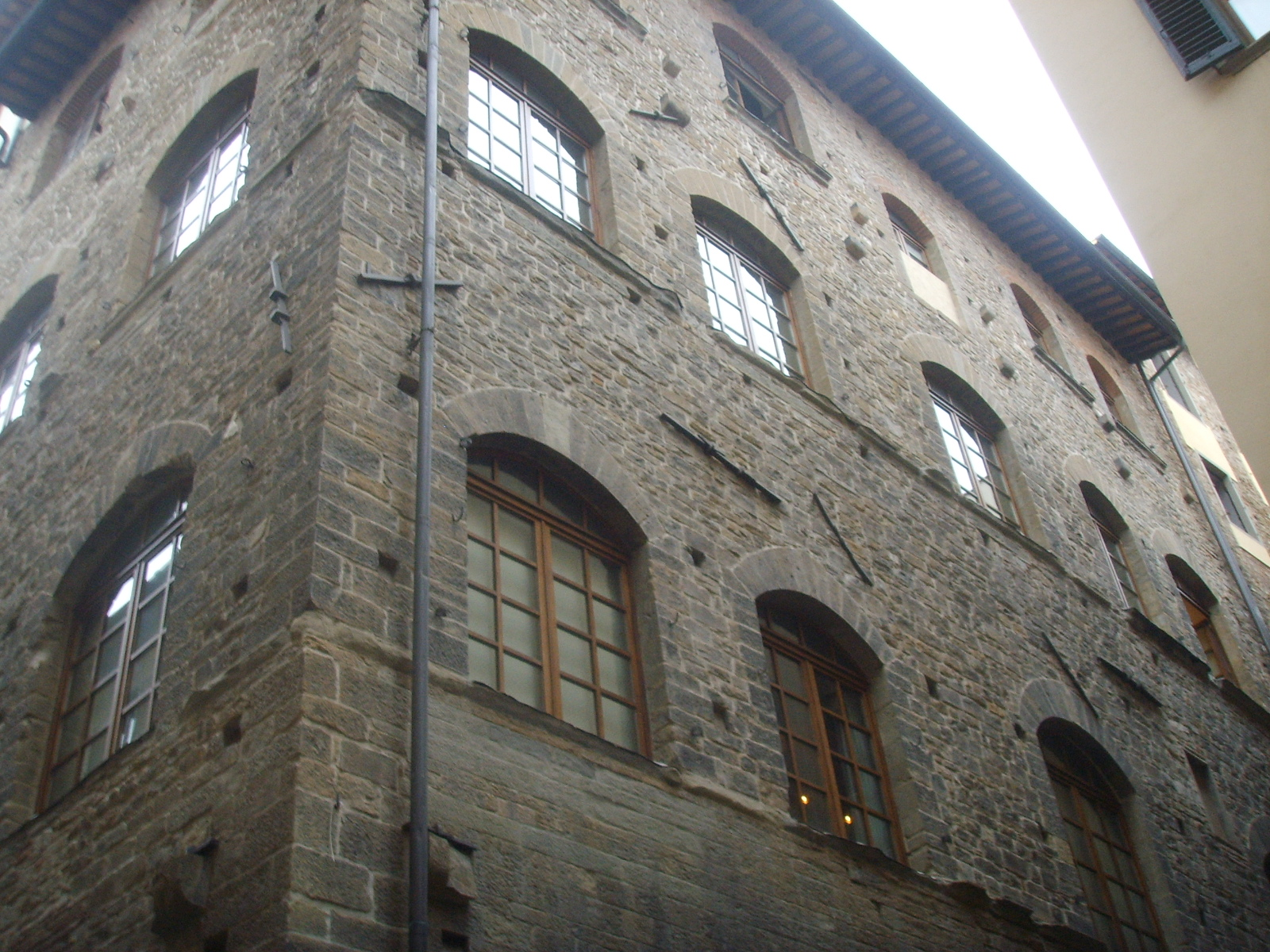